# Партия свараджа
Конгресс-халифатистская партия свараджа — индийская политическая партия, созданная в 1923 году Читтаранджан Дасом и Мотилалом Неру из членов Индийского национального конгресса и Движения в поддержку халифата. Базировалась на идеях свараджа («самоуправления»).
В декабре 1922 года Читтаранджан Дас был избран новым председателем Индийского национального конгресса, но так как его программа была отклонена 2/3 голосовавших, то он сложил с себя полномочия. 1 января 1923 года было объявлено о создании Конгресс-халифатистской партии свараджа. В программе партии говорилось об усилении борьбы с колонизаторами, в том числе путём вхождения в законодательные органы и парализации их деятельности изнутри. Ставилась задача строительства истинного народовластия снизу — путём создания отдельных организаций рабочих и крестьян, созыва органов самоуправления местных общин, децентрализации управления. Правительство должно было лишь контролировать деятельность местных органов власти.
Дас развернул в начале 1923 года бурную деятельность. Он провозглашал лозунги типа «Пролетарии всех стран, соединяйтесь!», организовывал крестьянские союзы, выступил на III сессии Всеиндийского конгресса профсоюзов, призвав рабочих к организованности с целью построения «свараджа для народа». Коммунистические группы, возникшие в то время в Индии, заявили о готовности сотрудничать со свараджистами. Представитель Коминтерна в Европе Манабендра Нагх Рой снабжал Даса коммунистической литературой, пытаясь повлиять на его позиции, а ближайшего сотрудника Даса Субхас Чандра Боса пригласил на IV конгресс Коминтерна в Москву (английские власти воспрепятствовали поездке, не выдав приглашённым паспорта).
На выборах 1923 года свараджисты выступили успешно. Они завоевали 45 мест из 105 избираемых в центральном Законодательном собрании и получили серьёзные позиции в законодательных собраниях Бенгалии, Бомбея, Соединённых провинций и Центральных провинций. Они получили возможность выполнить провозглашённую ими задачу — голосовать против предложений правительства, проводить обструкции и т. п.
В феврале 1924 года Махатма Ганди был освобождён из тюрьмы в связи с обострением аппендицита. В мае он встретился с Дасом и Неру. После долгих переговоров стороны пришли к соглашению. Программа несотрудничества была отменена; свараджисты обязались вести работу в законодательных собраниях от имени Конгресса. С сентября 1925 года Конгресс в целом перешёл на позиции свараджистов (Ганди отошёл от Конгресса и занялся своей «Конструктивной программой»).
Свараджисты в законодательных собраниях добились определённых успехов: они провалили законопроекты о запрете антикняжеской пропаганды на территории Британской Индии (то есть в провинциях, подчинявшихся непосредственно правительству), об увеличении акциза на соль, о разрешении репрессий против революционеров без суда (правда, все эти законы были введены в действие указами вице-короля). В 1924 и 1925 годах свараджисты вносили в Законодательное собрание проекты резоллюции о «национальных требованиях», которые не были приняты, но в ходе их обсуждения они имели возможность пропагандировать идеи независимости. Из-за обструкций, устраиваемых свараджистами в провинциальных законодательных собраниях, англичане были вынуждены отменить систему разделения власти между губернатором и Законодательным собранием в Центральных провинциях (1924) и в Бенгалии (1925).
В июне 1925 умер Читтаранджан Дас, и единоличным лидером партии стал Мотилал Неру. На выборах 1926 года партия потеряла много мест. Свараджисты стали проявлять гораздо меньший интерес к парламентской деятельности, посещали заседания только по специальному решению руководства. Постепенно партия вновь слилась с Индийским национальным конгрессом.